# Liste des intendants de la généralité de Montauban
La généralité de Montauban est la circonscription des intendants de Montauban, leur siège est Montauban.

## Rappel historique
La généralité de Guyenne est créée par François Ier par les lettres royaux du 14 janvier 1523 prévoyant un général des finances et un contrôleur général des finances en Guyenne. François Ier explique qu'il a le sentiment d'être «continuellement dérobé par les gens des finances».
Pour lutter contre Charles Quint, François Ier modifie donc l'administration des finances en créant le Trésor et le Trésorier de l'Épargne.
En janvier 1635 sont créés un Bureau des finances et une recette générale à Montauban en rattachant à cette nouvelle généralité les élections de Villefranche, Rodez, Cahors, Montauban, Figeac, Comminges et Verdun, Armagnac, Lomagne, Astarac. La généralité de Guyenne reçoit en compensation les élections de Saintes et de Cognac
Les intendants de police, justice et finances sont créés en 1635 par un édit de Louis XIII, à la demande de Richelieu pour mieux contrôler l'administration locale.
En avril 1716 est créée la généralité d'Auch ce qui enlève à la généralité de Montauban les Quatre-Vallées, le Nébouzan, les élections de Comminges, d'Astarac, d'Armagnac, de Rivière-Verdun et de Lomagne.

## Liste des intendants de la généralité de Haute-Guyenne
| Date                          | Nom |
| ----------------------------- | --- |
| 1635                          | Louis Laisné chevalier, seigneur de La Marguerie, petit-fils de Cybard Laisné (mort en 1596), maire d'Angoulême en 1595, fils de Hélie Lainé (mort en 1636), conseiller au parlement de Paris, maître des requêtes, intendant de justice en Poitou et Touraine, conseiller d'Etat ordinaire, puis président du parlement d'Aix Intendant en Haute-Guyenne, intendant du Dauphiné en 1638, Normandie et intendant de Bourgogne (1651-1654), puis premier président du Parlement de Bourgogne en 1654 |
| 1638-1641                     | Étienne Foullé (1600-2 mai 1673) seigneur de Prunevaux, fils de Jacques Foullé (mort pendant le siège de La Rochelle, le 18 août 1628), avocat général au Grand Conseil, conseiller au parlement de Paris, maître des requêtes en 1613, père de Hyacinthe-Guillaume Foullé, seigneur de Martangis, ambassadeur au Danemark en 1679 et auprès des princes du Nord pendant 14 ans, grand-père d'Étienne-Hyacinthe-Antoine Foullé (1678-1736), intendant de Berry et intendant à Alençon greffier des présentations du Parlement de Paris le 17 juin 1624, conseiller au Parlement de Paris le 14 mai 1632, premier président à la Cour des Aides de Guyenne le 22 aout 1633, maitre des requêtes le 5 aout 1636, maître des requêtes honoraire le 31 décembre 1656. Il a été intendant de Haute-Guyenne en 1638, intendant du Languedoc, intendant de Moulins, intendant de Limoges (1648-1649) puis intendant des finances (1649-1658) |
| 1641-1642                     | François du Bosquet (1605-1676) il doit quitter la ville de Montauban et se réfugier à la suite d'émeutes à cause de la taxe du sol pour livre sur les marchandises. On le retrouve intendant du Languedoc (1642-1646), puis conseiller d'État, il se démet de ses fonctions et choisit une vie ecclésiastique, devint évêque de Lodève (1648-1655), il passe trois années à Rome pour porter au pape la position des évêques de France concernant la bulle de 1653 condamnant les thèses jansénistes et traiter des affaires de France, enfin évêque de Montpellier (1655-1676) |
| décembre 1642 - 1655          | Jacques Charreton de la Terrière seigneur de La Terrière et Reignié lieutenant général au bailliage de Villefranche en Beaujolais le 27 juin 1631, maître des requêtes du duc d'Orléans, puis de l'Hôtel du roi le 23 février 1642, intendant à Limoges la même année. Il eut à réprimer une révolte des croquants au moment de la mort du roi Louis XIII. Il est ensuite conseiller d'État et directeur des finances |
| 1655 - 1656                   | Louis de Machault de Soisy (janvier 1623-12 février 1695) seigneur de Soisy, - arrière-petit-fils de Jean-Baptiste de Machault, conseiller au parlement de Paris en 1583, sympathisant de la Ligue, qui fait de Costeblanche le colonel de la milice, membre du conseil des Seize et du conseil des Quarante créée à Paris par le duc de Mayenne pendant la domination de Paris par la Ligue, il est démis par Henri IV et remplacé en 1599 - petit-fils de Louis de Machault de Boutigny (1557-août 1638), maître de la Chambre des Comptes en 1586, marié à Catherine Hervieu (morte en 1648) - fils de Louis II de Machault (vers 1592-mort le 28 mars 1667), seigneur de Soisy, conseiller à la Cour des Aides en 1616, maître des requêtes, président au Grand Conseil en 1631, conseiller d'État en 1632, - neveu de Charles de Machault, seigneur d'Arnouville (1587-16 janvier 1667), frère du précédent, conseiller au Grand Conseil en 1606, maître des requêtes en 1619, un des juges de Chalais en 1626, intendant d'armées en Normandie, Languedoc, Bourgogne et Dauphiné (1629-1639), intendant du Languedoc (1640-1641), conseiller d'État en 1637, doyen du Conseil d'État en 1665, - neveu de Jean-Baptiste de Machault, sieur de La Mothe Romaincourt, fils de Louis de Machault - cousin de Jean Baptiste de Machault, seigneur de Gressy, d'Arnouville et de Bellenave (1636-1712) - cousin de Louis-Charles de Machault d'Arnouville (1667-1750), fils du précédent, lieutenant général de police de Paris - cousin de Louis de Machault de Saint-Pierre (mort 15 juin 1673), fils de Charles de Machault d'Arnouville, abbé de Saint-Pierre d'Abbeville et conseiller-clerc au parlement de Paris ---------------------------- conseiller au Grand Conseil le 10 septembre 1644, maître des Requêtes le 30 décembre 1649, intendant de Champagne à Châlons en 1663, puis intendant de Provence, intendant de Picardie, Boulonnais, Flandre, Hainaut (1665-1666), intendant d'Orléans (1667-1669), puis intendant à Soissons (1669-1682), maître des requêtes honoraire le 17 août 1671 |
| 1657 - 1658                   | Nicolas de Meillan |
| 1658-1662                     | Vincent Hotman de Fontenay ( -14 mai 1683) seigneur de Fontenay, cousin par alliance de Jean-Baptiste Colbert par son mariage avec Marguerite Colbert intendant à Tours en (1656-1658), intendant de Guyenne et de Montauban, puis de nouveau entre 1662 et 1663,procureur général à la Chambre de justice, en 1663, au moment du procès de Nicolas Fouquet, secrétaire de la commission pour la réformation de la Justice (1665-1667), intendant des finances en 1666, suppléant de Charles Colbert de Croissy comme intendant de Paris entre 1675 et 1679 |
| 1662 - 1664                   | Claude Pellot (1619-1683) chevalier, seigneur de Port-David et de Sandars conseiller au parlement de Rouen, entre 1641 et 1648, maître des Requêtes de l'hôtel du roi de 1653 à 1656, intendant de Grenoble en 1656, intendant de Poitiers et de Limoges en 1658 à 1662 auxquelles on ajoute Montauban jusqu'en 1664 |
| février 1664 - septembre 1669 | Claude Pellot (1619-1683) chevalier, seigneur de Port-David et de Sandars intendant de Bordeaux et de Montauban (1664-1669), premier président du parlement de Normandie |
| 1669-1672                     | Guillaume de Sève (1638-13 avril 1693) sieur de Châtillon-le-Roi, fils d'Alexandre de Sève maître des requêtes de l'Hôtel du roi, intendant à Montauban et intendant de Bordeaux, premier président au parlement de Metz en 1681, nommé intendant de Metz et des Trois-Évêchés, mort en charge. |
| juillet 1672-1674             | Denis II Feydeau de Brou (1630-10 novembre 1691) seigneur de Brou, Prunelay, la Villeneuve, etc. Maître des requêtes ordinaire de l'Hôtel du roi, conseiller au parlement de Paris en survivance de son père le 21 juillet 1654, intendant à Montauban (1672-1674) puis à Rouen (1687-1688), président au Grand Conseil en 1690. Père de Paul Esprit Feydeau de Brou, garde des sceaux de France (1762-1763). |
| mars 1674-1683                | Nicolas-Joseph Foucault (8 janvier 1643- 1721) marquis de Magny puis intendant de Béarn en 1684, intendant du Poitou (1685-1689), intendant à Caen en 1689 |
| 1683 - 1685                   | Nicolas Dubois de La Fresnaye |
| 1685 - 1692                   | Urbain Legoux de La Berchère ( -31 août 1721) intendant à Moulins (1683-1684), intendant à Riom (1684-1685), puis intendant à Rouen |
| 1692 - 1694                   | Henri François Lambert d'Herbigny ( -29 juillet 1704) seigneur d'Herbigny, marquis de Thibouville fils de Henri Lambert d'Herbigny dont il a suivi la même carrière et a été amené à le remplacer plusieurs fois puis intendant à Lyon en 1694, intendant à Rouen en 1702 |
| 1694 - 1698                   | Claude-Joseph Sanson intendant à Soissons en 1698, intendant à Rouen en 1704 |
| 1698 - 1699                   | Félix Le Peletier de La Houssaye (25 mars 1663 à Paris-20 septembre 1723) auparavant intendant à Soissons en 1696, puis intendant de Hainaut en 1702, intendant d'Alsace en 1704, et contrôleur général des finances en décembre 1720 en remplacement de John Law |
| 8 novembre 1699 - 1714        | Gaspard-François Legendre de Lormoy (15 février 1668-23 janvier 1740) seigneur de Lormoy et de Saint-Aubin, baron de Monclar conseiller au Châtelet par provisions du 15 décembre 1687, reçu le 30 suivant, conseiller au parlement de Paris le 17 août 1689, maître des requêtes le 31 mars 1693, puis intendant d'Auch et de Béarn le 2 mai 1716, intendant à Tours le 8 mars 1718 à février 1721 |
| 1714 - 1720                   | Jean-Baptiste Louis Laugeois d'Imbercourt maître des requêtes, auparavant intendant à Soissons |
| 1720 - 1725                   | Louis-Basile de Bernage de Saint-Maurice (1691 - 1767) seigneur de Saint-Maurice, de Vaux et de Chassy fils de Louis de Bernage,intendant à Limoges (1694-1702), intendant de Franche-Comté (1703-1708), intendant de Picardie, intendant de Languedoc il succède à son père à l'intendance du Languedoc (1725-1743) ; Conseiller d'État semestre en 1734 et ordinaire en 1743, il est prévôt des marchands de Paris du 26 juillet 1743 à août 1757 |
| 1726 - 1740                   | Pierre Pajot de Nozereau (1691-1772) seigneur de Nozereau reçu substitut du procureur général du parlement de Paris le 27 juillet 1711, conseiller au même parlement le 17 mars 1713, en la deuxième chambre des enquêtes, maître des Requêtes le 15 juin 1719, intendant de Limoges en 1724, puis intendant à Orléans (1740-1747); conseiller d'État en 1747 |
| 1740                          | Briçonnet il meurt un mois après sa nomination |
| 1740 - 1756                   | Gaspard-César-Charles de Lescalopier (19 mai 1706-22 novembre 1792) seigneur de Liencourt conseiller au parlement de Paris en 1727, maître des requêtes en 1733, puis intendant à Tours (1756-1766), conseiller d'État en 1766 |
| 1756 - 1758                   | Antoine de Chaumont de La Galaizière puis intendant de Lorraine et du Barrois en 1758, intendant d'Alsace en 1777 |
| 1758 - 1761                   | Charles André de Lacoré (1720-1784) maître des requêtes, puis intendant de Franche-Comté (1761-1784). Il a été Grand maître et protecteur perpétuel de la loge maçonnique La Sincérité |
| 1761 - 1773                   | Alexis-François-Joseph de Gourgues conseiller du roi en ses conseils, maître des requêtes |
| 1773 - 1781                   | Antoine Terray (1751-1794) vicomte de Rozières, seigneur de Changy et Saint-Bonnet maître des requêtes, puis intendant à Moulins (1781-1784), intendant à Lyon (1784-1790). Il a été guillotiné à la Barrière du Trône le 28 avril 1794 |
| 1781 - 1783                   | Marie-Pierre-Charles Meulan d’Ablois (1739-1814) maître des requâtes, auparavant intendant à La Rochelle (1775-1781), puis intendant à Limoges (1783-1790) |
| 1783 - 1790                   | Daniel Victor de Trimond maître des requêtes |